# Bettadamalali, Chikmagalur
Bettadamalali là một làng thuộc tehsil Chikmagalur, huyện Chikmagalur, bang Karnataka, Ấn Độ.